# Rezervația Tsaratanana
Rezervația Tsaratanana este o rezervație naturală din Madagascar. Parcul este situat la o altitudine mare și este închis publicului. Rezervația furnizează o cantitate semnificativă de apă zonei și există multe râuri în zonă, cum ar fi râul Bemarivo, râul Sambirano și  Ramena sau Râul Mahavavy. Rezervația are, de asemenea, două cascade și băi termale.
Acesta include  vârfulm Maromokotro, care este cel mai înalt munte din Madagascar la 2.876 m (9.436 ft)
Pădurile din parc sunt amenințate cu tăieri ilegale din cauza obținerii de suprafețe pentru cultivarea ilegală de marijuana, vanilie și orez.
Rezervația adăpostește specii de animale care nu pot fi găsite nicăieri în lume, inclusiv cel puțin patru specii de broaște pe cale de dispariție: Rhombophryne guentherpetersi, Rhombophryne ornata, Rhombophryne tany și Cophyla alticola.

## Geografie
Este situată la 57 km (35 mi) nord de Bealanana în Regiunea Diana.
Parcul se întinde pe o suprafață de 48.622 ha.„The strict reserve of Tsaratanana”. www.fapbm.org (în engleză). Arhivat din original la 7 august 2020. Accesat în 19 februarie 2021.</ref>